# Beli stolp, Solun
Beli stolp v Solunu (grško Λευκός Πύργος Lefkós Pýrgos; turško Beyaz Kule; ladino Kuli Blanka) je spomenik in muzej na obali mesta Solun, glavnega mesta regije Makedonija v severni Grčiji. Sedanji stolp je nadomestil staro bizantinsko utrdbo, za katero je znano, da je bila omenjena okoli 12. stoletja, ki jo je Osmansko cesarstvo obnovilo, da bi utrdilo mestno trdnjavo, nekaj časa po tem, ko je sultan Murat II. leta 1430 zavzel Solun. V obdobju osmanske vladavine je stolp postal razvpiti zapor in prizorišče številnih množičnih usmrtitev, najbolj znanih janičarjev, ki so se uprli med vladavino Mahmuda II.
Leta 1912, ko je Grčija prevzela nadzor nad mestom, je bil Beli stolp močno preoblikovan in njegova zunanjost pobeljena. Beli stolp je bil sprejet kot simbol mesta.

## Opis
Beli stolp je sestavljen iz dveh cilindričnih komponent, ki sta stopničasto postavljeni ena na drugo in imata skupno višino 31 m, prva komponenta ima premer 23 m in višino 27 m nad tlemi. Drugi del, ki se naslanja na to in se konča na vrhu, lahko bi ga imenovali tudi boben, ima premer 12 m in višino 6 m. Zaradi razlike v premeru in obsegu je krožna pot 5 m široka, in je na zunanji strani obrobljena z nazobčanim zidom. Drugi, ožji sklop se zaključuje s ploščadjo premera 10 m, ki je prav tako na zunanji strani obrobljena z obzidjem. V zunanjo steno obeh komponent so vstavljene brazde. Znotraj stolpa je šest nadstropij, od katerih ima vsako osrednjo sobo, ki je omogočala dostop do votlin. Do nekaterih vpadnic se dostopa tudi po spiralnem stopnišču.
Zasnova Belega stolpa se je v letih, odkar je bila zgrajena, močno spremenila. Ilustracije iz zgodnjih dni njegovega obstoja prikazujejo stolp s zoženo streho. Kdaj je bila streha odstranjena oziroma uničena, se zagotovo ne ve. Obzidje je obdajalo Beli stolp do leta 1917. To je bilo uporabljeno za prikrivanje težkih topov za obrambo pristanišča in je obdajalo trikrat večje območje, kot ga zaseda Beli stolp v svoji trenutni obliki. V letih 2007 in 2008 so ponovno odkrili dele obzidja, ki je do leta 1917 obdajalo Beli stolp.

## Zgodbovina
Beli stolp in njegovi predhodniki so prvotno služili za dokončanje in zaščito vzhodnega in jugovzhodnega konca morskega obzidja mesta Solun. Hkrati je bil Beli stolp tudi zaključek vzhodnega mestnega obzidja Soluna. Na mestu Belega stolpa je stal bizantinski stolp kot del mestnih utrdb Soluna, takrat drugega največjega mesta Bizantinskega cesarstva. Prvič ga je omenil solunski nadškof Evstatij v svojem poročilu o normanski osvojitvi Soluna leta 1185.
V svoji sedanji obliki je Beli stolp osmanskega izvora. Po osmanski osvojitvi Soluna leta 1430 s strani sultana Murata II., je bil zgrajen Beli stolp. Sulejman Veličastni je dal zgraditi dva stolpa na zahodnem in vzhodnem koncu solunskega obzidja. Vzhodni stolp je Beli stolp, zahodni stolp ne obstaja več. Do leta 1912 je napis v osmanski turščini nad vhodnimi vrati datiral stavbo v leto 942 po islamskem koledarju (1535–1536 po krščanski dobi). Zgodovinar Franz Babinger je postavil tezo, da je bil arhitekt Belega stolpa osmanski graditelj Mimar Sinan , in to tezo podkrepil s pristaniškimi utrdbami v Vlori, ki jih je leta 1537 zgradil Sinan. Osmani so stolp uporabljali kot utrdbo, namestitev vojakov in zapor. Leta 1826 je po ukazu sultana Mahmuda II. potekala operacija ubijanja ujetnikov v Belem stolpu. Zaradi tega dejanja in njegove uporabe kot zapora, vključno z uporabo mučenja, je bil Beli stolp znan kot »Krvavi stolp« ali »Rdeči stolp«; to ime se je ohranilo tudi v 19. stoletju.
Beli stolp ni le omejeval morskega obzidja Soluna na vzhodu ali jugovzhodu, ampak je bil tudi južni vogal vzhodnega mestnega obzidja. Zunaj vzhodnega mestnega obzidja so bila pokopališča muslimanskega in judovskega prebivalstva Soluna. Vzhodno mestno obzidje je bilo porušeno leta 1866.
Po osvojitvi Soluna oktobra 1912 v okviru prve balkanske vojne s strani čet pod poveljstvom grškega prestolonaslednika Konstantina I. je bil stolp kot del simboličnega dejanja pobeljen (pobeljen ali pobarvan) in tako dobil sedanji ime.
V zgodnjih 1990-ih je upodobitev Belega stolpa na neuradnem in nezakonitem bankovcu iz sosednje Makedonije postala predmet vročega političnega spora med Grčijo in Republiko Severno Makedonijo v ozadju spora o poimenovanju Makedonije.
Danes je stolp sivkaste barve - od leta 1912 je ohranil svoje ime Beli stolp nespremenjeno. V stolpu je razstava Muzeja bizantinske kulture o zgodovini Soluna in je ena izmed mestnih turističnih znamenitosti. Beli stolp upravlja 9. Eforija za bizantinske starine grškega ministrstva za kulturo.